# Ligne Tananarive-Côte Est
La ligne Tananarive-Côte Est, ou TCE, est une ligne de chemin de fer reliant la capitale de Madagascar, Antananarivo, située sur les Hautes Terres, à la ville portuaire de Toamasina, sur la côte orientale de l'île.

## Historique
,Cette voie ferrée de 368 km, construite entre 1901 et 1913, est la première des quatre lignes construites à Madagascar sous l'administration coloniale de Joseph Gallieni.
Abandonnée pendant une longue période, l'utilisation de cette ligne servit pour l'essentiel pendant une décennie au trafic des marchandises. Le 1er juin 2023, le service voyageur fut rétabli entre Tamatave et Moramanga,,.

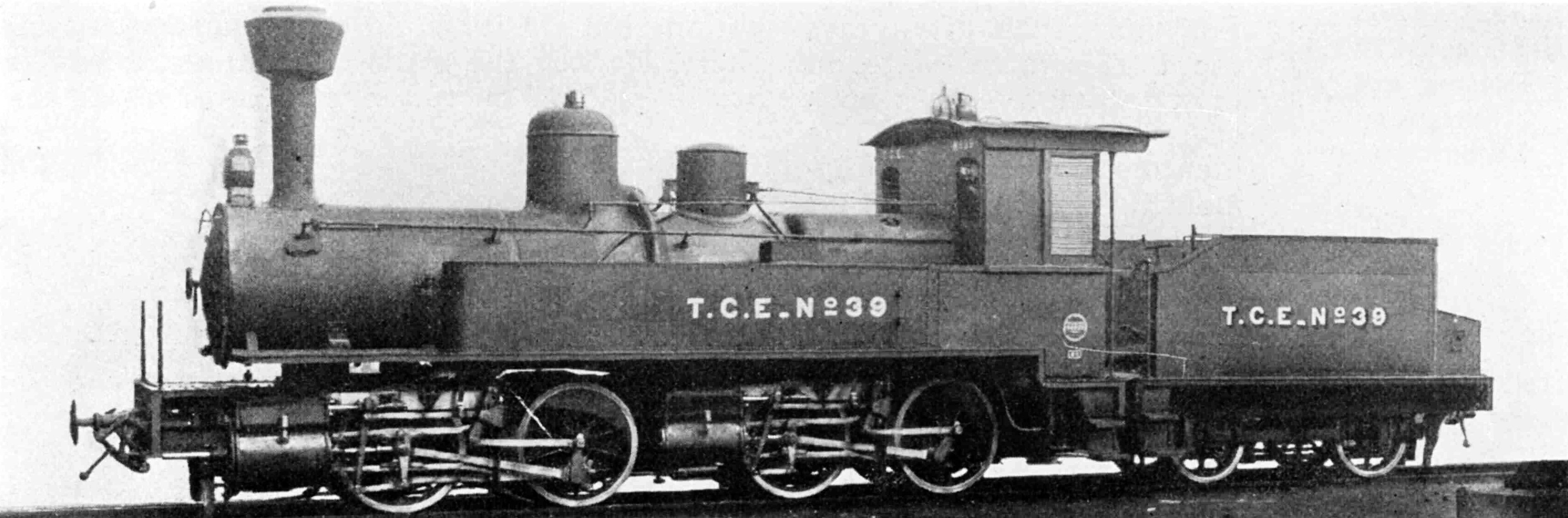
Une Mallet 0220 avec tender construit pour les Chemins de Fer Tananarive-Côte Est par Baldwin Locomotive Works.